# Драксінь
Драксінь, Драксіні (рум. Draxini) — село у повіті Ботошані в Румунії. Входить до складу комуни Белушень.
Село розташоване на відстані 362 км на північ від Бухареста, 15 км на південний схід від Ботошань, 80 км на північний захід від Ясс.

## Населення
За даними перепису населення 2002 року у селі проживали 1915 осіб, усі — румуни. Усі жителі села рідною мовою назвали румунську.